# 비키니의 역사

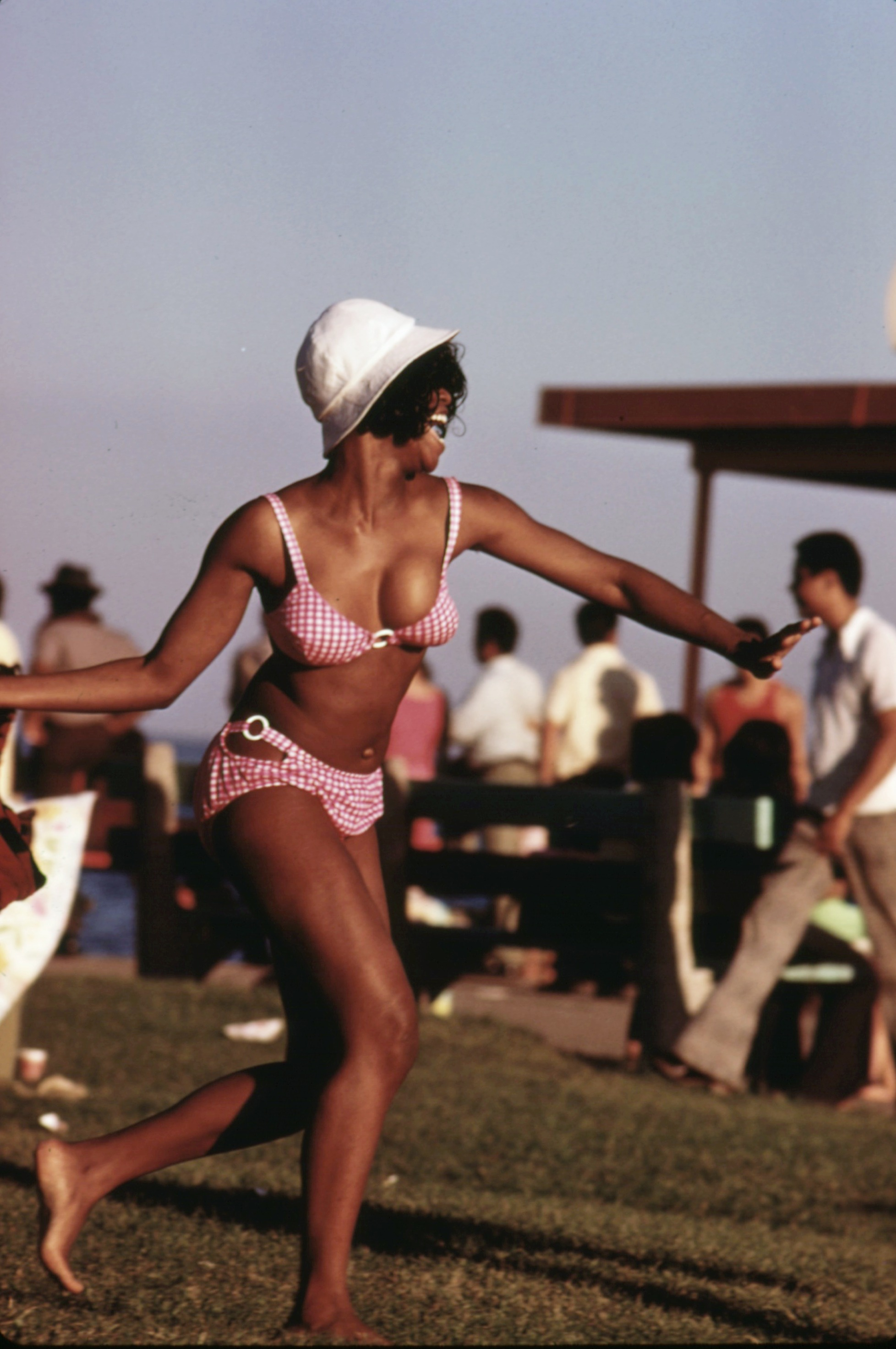
1973년에 미국 시카고에서 비키니 차림을 한 여성의 모습을 촬영한 사진.

비키니의 역사는 기원전 5600년경으로 거슬러 올라간다. 고대 로마 시대의 경쟁적인 운동 경기에서 비키니와 같은 옷을 입은 여성들을 묘사한 삽화는 여러 곳에서 발견되었으며, 그 중에서 가장 유명한 것은 유네스코 세계유산으로 지정된 빌라 로마나 델 카살레이다.
1930년대 초반부터 이미 투피스 수영복을 입었던 여성들이 있었지만 현대적인 의미의 비키니는 1946년 7월 5일에 처음 등장했는데, 프랑스의 기술자인 루이 레아르는 제2차 세계 대전 이후에 물자 배급으로 일부 영향을 받아 미셸린 베르나르디니가 모델로 출연한 현대 비키니를 선보였다. 레아르는 전후 최초의 원자폭탄 실험이 진행되었던 비키니 환초의 이름을 따서 자신이 디자인한 옷에 이름을 붙였다.
프랑스의 여성들이 이 디자인을 반기는 한편, 로마 가톨릭교회, 일부 언론, 대중 대다수에서는 처음에 이 디자인이 다소 외설적이고 부도덕하다고 받아들였다. 1951년에 열린 제1회 미스 월드 미인 대회에서는 참가자들이 비키니를 입었지만, 이후의 모든 미인 대회에서 한동안 착용이 금지되었다. 1953년 칸 영화제 기간에는 프랑스의 여자 배우인 브리지트 바르도가 해변에서 비키니를 입고 있는 모습이 사진에 찍히면서 주목을 받았다. 리타 헤이워스, 에바 가드너를 비롯한 다른 여자 배우들도 비키니를 입으면서 언론의 주목을 받았다. 1960년대 초반에 이 디자인은 《플레이보이》와 《스포츠 일러스트레이티드》 표지를 장식하면서 더욱 공신력을 갖게 되었다. 우르줄라 안드레스는 1962년에 개봉된 제임스 본드 영화 《007 살인번호》에서 상징적인 하얀색 비키니를 입고 파도에서 나오는 모습을 선보이면서 큰 반향을 일으켰다. 라켈 웰치는 1966년에 개봉된 영화 《공룡 100만년》에서 사슴 가죽 비키니를 입고 등장해 세계적인 섹스 심볼로 떠올랐고, 1960년대를 대표하는 패션으로 회자되었다.
비키니는 점차 서양 사회에서 널리 받아들여지기 시작했다. 프랑스의 패션 사학자 올리비에 사야르드는 전 세계적으로 비키니가 가장 사랑받는 여성 수영복이 된 이유에 대해 “패션이 아니라 여성이 가진 힘” 때문이라고 설명했으며, “수영복의 해방은 항상 여성의 해방과 연관되어 있다.”라고 덧붙였다. 2000년대 초반까지 비키니는 세계 각지에서 연간 8억 1,100만 미국 달러를 벌어들인 사업으로 자리매김했고, 비키니 왁싱, 일광욕과 같은 파생 서비스도 덩달아 성장했다.

## 고대

### 로마 시대 이전

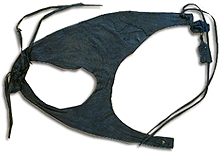
브리타니아 시대에 제작된 가죽 끈 T팬티.

기원전 5600년경 동기 시대에 아나톨리아 남부에 위치한 대규모 고대 정착지인 차탈회위크(Çatalhöyük)에는 어머니 여신이 비키니처럼 생긴 옷을 입고 2마리의 표범을 타고 있는 모습으로 표현되었다. 기원전 1400년경의 그리스 항아리와 그림에는 여성들이 운동 목적으로 입었던 투피스 의상이 묘사되어 있다. 고대 그리스의 활동적인 여성들은 마스토데톤(Mastodeton) 또는 아포데모스(Apodesmos)라는 이름의 가슴 밴드(방도)를 착용했으며, 이는 중세 시대에도 속옷으로 계속 사용되었다. 고대 그리스의 남성들은 하이컷 브리프와 로인클로스 형태가 결합된 형태의 옷인 페리조마(Perizoma)를 더 이상 입지 않았지만, 여성 공연자와 곡예사들은 계속해서 이를 착용했다.

### 로마 시대

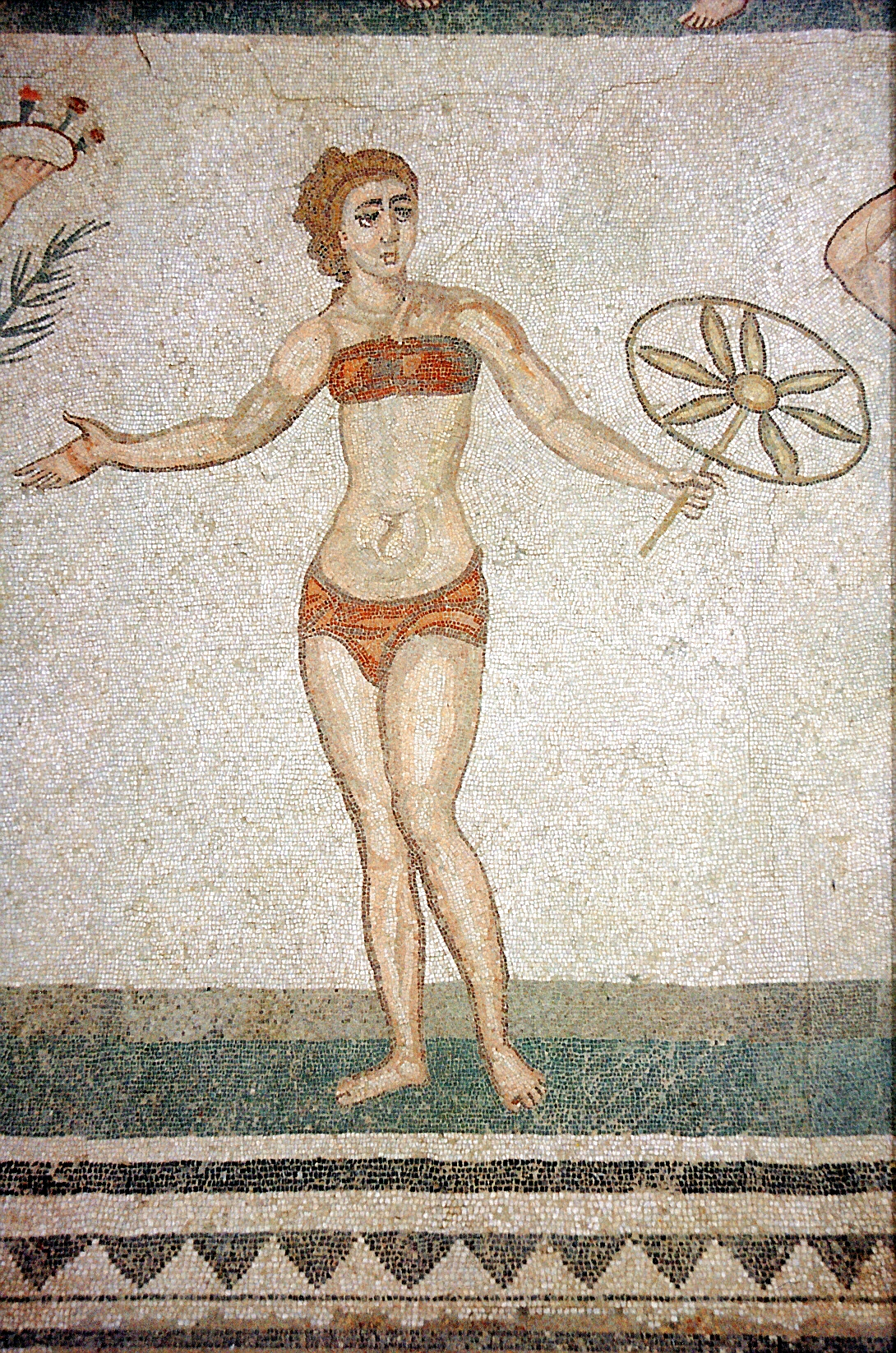
고대 로마 시대의 빌라 로마나 델 카살레 유적에서 발견된 가장 오래된 비키니 이미지 가운데 하나.

1950년부터 1960년 사이에 지노 비니치오 젠틸리(Gino Vinicio Gentili)가 이탈리아 시칠리아에 위치한 빌라 로마나 델 카살레(Villa Romana del Casale)에서 발굴한 디오클레티아누스 시대(기원후 286년~305년)의 예술 작품에는 비키니와 닮은 옷을 입은 여성들을 묘사한 바닥 모자이크 벽화가 있다. 오늘날의 비키니처럼 보이는 옷을 입고 운동하고 있는 여성 10명의 모습을 담은 '비키니를 입은 젊은 여성들'이라는 이름의 모자이크는 유적지에 있는 3,700만 개의 컬러 타일 가운데 가장 많이 복제된 모자이크 벽화이다. 10명의 처녀들의 방(Sala delle Dieci Ragazze)에 그려진 바닥 모자이크 작품인 '승자의 대관식'에서는 비키니 차림을 한 젊은 여성들이 역도, 원반 던지기, 달리기를 하는 모습이 묘사되어 있다. 그중 일부는 춤추는 모습을 담아낸 것으로 해석되는데, 이는 그들의 자세가 운동 선수보다는 무용수를 닮았기 때문이다. 모자이크 벽화 제목에서 언급된 대관식은 토가를 입은 여성이 손에 왕관을 들고 있는 모습, 처녀가 야자나무 잎을 들고 있는 모습에서 유래되었다.
일부 학자들은 사랑, 욕망, 성교의 원시 신인 에로스의 이미지가 후대에 추가된 것으로 보는데, 이를 통해 소유자의 취향이 드러나는 한편 비키니와 에로티시즘 사이의 연결 고리가 더욱 강화되었다고 주장한다. 이탈리아 북부에 위치한 텔라로(Tellaro)와 시칠리아에 위치한 또다른 마을인 파티(Patti)에서도 유사한 모자이크 벽화가 발견되었다.
고대 로마에서는 매춘, 노출이 심한 옷, 운동으로 다져진 몸이 서로 연관이 있는 것으로 여겨졌는데, 이는 여성 성 노동자들이 비키니와 유사한 의상을 입고 덤벨, 클래퍼 및 기타 장비를 가지고 운동하는 모습이 발견된 데서 확인할 수 있다.
영국 케임브리지 대학교 퀸스 칼리지 교수이자 고고학 박물관의 큐레이터이며 《케임브리지 고대사》(The Cambridge Ancient History)의 편집자인 찰스 셀트먼(Charles Seltman)은 그의 저서인 《고대의 여성》(Women in Antiquity)에 실린 〈새로운 여성〉(The new woman)이라는 장(章)에서 1950년대에 한 여자 모델이 피아차아르메리나(Piazza Armerina)의 4세기 모자이크 벽화를 배경으로 동일한 비키니를 입고 있는 모습을 삽화로 실었는데, 이를 통해 비키니 차림을 한 고대 그리스·로마의 여자 운동 선수와 현대 여성을 잇는 자매애를 보여주고자 했다. 1994년에 미국 헌터 칼리지와 뉴욕 시립 대학교 대학원 고전학 교수인 세라 B. 포메로이(Sarah B. Pomeroy) 또한 자신의 저서인 《여신, 매춘부, 아내, 노예》(Goddesses, Whores, Wives, and Slaves)의 영국판에서 이 모자이크 사진을 활용해 비슷한 의미의 동일시를 강조했다. 미국의 고고학자인 조지 M. A. 핸프먼(George M. A. Hanfmann)은 이 고대 모자이크의 여성들을 통해 학자들이 '고대인들이 얼마나 현대적이었는지' 새삼 깨닫게 되었다고 이야기했다.

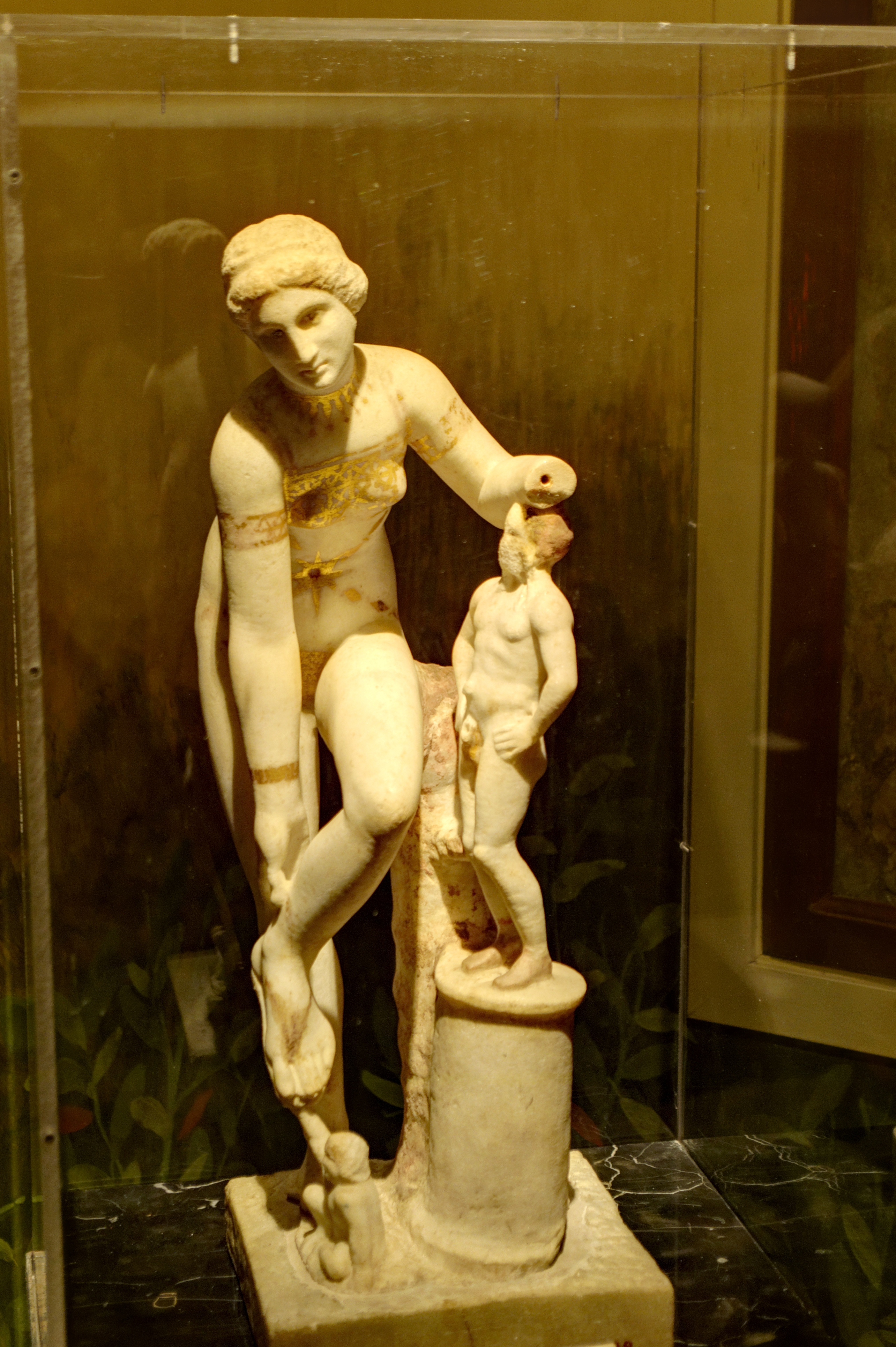
폼페이에 위치한 줄리아 펠릭스 저택에서 발견된 기원후 1세기의 '비키니를 입은 비너스(베누스)' 조각상. 사실은 베누스에 해당하는 그리스의 상대역인 아프로디테가 프리아포스에게 기대어 에로스를 발 밑에 두고 샌들을 풀 준비를 하고 있는 모습이다.

고대 로마에서는 비키니 스타일을 띤 하의, 천이나 가죽으로 감싼 로인클로스를 수블리가쿨룸(Subligaculum, '아래에 달린 작은 묶음'이라는 뜻)이라고 불렀고, 가슴을 지탱하기 위한 천이나 가죽 띠를 스트로피움(Strophium) 또는 마밀라레(Mamillare)라고 불렀다. 피아차아르메리나의 벽화에 묘사된 비키니 차림으로 운동하는 젊은 여자들은 남자가 입는 페리조마(Perizoma)를 앙증맞게 만든 짧은 브리프인 수블리가리아(Subligaria)와 가슴 주위에 두르는 띠인 스트로피움(Strophium)를 착용하고 있다. 이 띠는 문헌에서 흔히 파시아(Fascia)라고 불리는데, 다양한 종류의 천 띠를 아우르는 일반적인 표현이기도 하다. 고고학적 유물 분석과 재현 실험에 따르면, 고대 로마 시대의 여성들은 가슴을 납작하게 만들기 위해 방도(Bandeau, 가슴띠)를 여러 번 감쌌는데, 이는 1920년대에 플래퍼들에게 인기 있었던 스타일과 비슷한 편이다. 이러한 고대 그리스·로마 시대의 가슴띠는 큰 가슴을 평평하고 하고 작은 가슴을 받쳐주게 하여 더 커 보이게 했을 수 있다. 자주 착용한 흔적도 확인된다.
피아차아르메리나의 '비키니를 입은 여성들'은 브래지어를 착용하지 않은 모습을 드러내지만, 그러한 스타일이 당시 유행했음을 보여주지는 않는다. 영국 런던과 독일 마인츠에서는 가죽으로 만든 여러 하의가 발굴되었다. 이러한 비키니가 수영이나 일광욕을 위한 것이었다는 증거는 없다.
특히 폼페이에서 발견된 유물들의 경우 로마 신화의 여신인 베누스(비너스)가 비키니를 입고 있는 모습을 보여준다. 카사 델라 베네레(Casa della Venere) 남서쪽 구석의 찬장에서는 비키니를 입은 비너스 조각상이 발견되었고, 현관 홀에서도 다른 동상들이 발견되었다. 줄리아 펠릭스(Julia Felix) 저택의 타블리눔(Tablinum)에서는 비너스 조각상이 발견되었고, 로레이우스 티부르티누스(Loreius Tiburtinus) 저택에 위치한 비아 델 아본단차(Via Dell'Abbondanza) 정원의 아트리움(Atrium)에서는 또 다른 조각상이 발견되었다. 2000년에 보다 선정적인 전시물을 제한적으로 관람할 수 있는 갤러리를 개관한 나폴리 국립 고고학 박물관도 '비키니를 입은 비너스'를 전시하고 있다. 그러나 나폴리 국립 고고학 박물관은 이 조각상이 그리스의 상대역인 아프로디테를 묘사한 다른 작품들 중에서도 흔히 볼 수 있는 주제인 샌들을 풀려고 하는 그의 모습을 실제로 묘사하고 있다는 점을 강조하고 있다. 나폴리 국립 고고학 박물관의 전시품 중에는 속이 비치는 금색 라메 브래지어, 바스크, 여성용 팬티를 착용한 여자 조각상이 포함되어 있다.
폼페이의 유물들은 나폴리 왕국의 군주들이 발견했다. 여기에는 거의 옷을 입지 않은 1m 높이의 비너스 금박 조각상이 포함되었는데, 현대적인 비키니와 비슷한 옷을 입은 것이 특징이다. 유물 발굴 과정에서 커다란 충격을 받았던 나폴리 왕국의 군주들은 이러한 유물들을 보관한 비밀 전시실을 '도덕적으로 분별력 있는 사람들'에게만 개방했다. 이 전시실의 문이 열린 후에도 한 번에 20명의 방문객만 입장할 수 있었고, 12세 미만의 어린이들은 부모나 교사의 허락 없이 박물관의 새로운 구역에 들어갈 수 없었다.
고대 문학에도 비키니에 대한 언급이 있다. 베르길리우스, 호라티우스와 함께 라틴 문학의 3대 정경 시인 가운데 한 사람으로 꼽히는 고대 로마의 작가인 오비디우스는 가슴을 감싸고 양쪽 끝에 끼는 가슴띠나 긴 천 조각이 연애 편지를 숨기기에 좋은 곳이라고 이야기했다. 기원후 86년에서 103년 사이에 활동한 히스파니아의 라틴 시인인 마르티알리스는 비키니와 비슷한 옷을 입고 공을 차는 필라에니스(Philaenis)라는 이름의 여자 운동 선수를 풍자했는데, 필라에니스가 비키니와 비슷한 옷을 입고 공놀이를 하며, 술을 마시고 폭식하며 구토하는 모습을 과장되게 묘사하며 그녀의 레즈비언 성향을 암시했다. 마르티알리스는 그리스 신화에 등장하는 다이달리온의 딸인 키오네에 관한 에피그램에서 당시에는 보통 알몸으로 목욕탕에 가는 것이 자연스러웠음에도 이상하게도 비키니를 입고 목욕탕에 간 성 노동자를 언급했다. 6세기 동로마 제국의 황후인 테오도라는 유스티니아누스 1세 황제의 마음을 사로잡기 이전에 배우로 활동할 당시 비키니를 입었다고 전해진다.
고대 로마의 여성들이 비키니로 확인되는 의상을 입고 핸드볼의 초기 버전인 엑풀심 루데레(expulsim ludere)를 즐겼다는 증거가 있다.

## 간극
고전 비키니와 현대 비키니 사이에는 긴 간극이 있었다. 기독교권 서양에서는 수영이나 야외 목욕이 권장되지 않았고, 18세기까지는 목욕이나 수영 과정에서 입는 옷이 거의 필요하지 않았다. 18세기에 등장한 목욕 가운은 양모나 플란넬로 만든 헐렁한 발목 길이의 풀 슬리브 슈미즈 타입 드레스였기 때문에 단정함이나 품위를 해치지 않았다. 19세기 전반기에는 무릎 길이로 짧아진 상의, 재단사가 발목 길이까지 내려가도록 설계한 하의로 구성된 목욕 가운이 등장했다. 19세기 후반에 프랑스에서는 목욕 가운의 소매가 사라지기 시작했고, 하의는 무릎까지만 내려오는 길이로 짧아졌으며, 상의가 엉덩이까지 오는 길이가 되었고, 상하의 모두 보다 몸에 밀착되도록 바뀌었다. 1900년대 여성들은 해변에서 최대 8.2m짜리 천으로 만든 양모 드레스를 입었다. 이러한 수영복의 표준은 20세기 전반기에 현대적인 비키니로 발전했다.

### 전환점

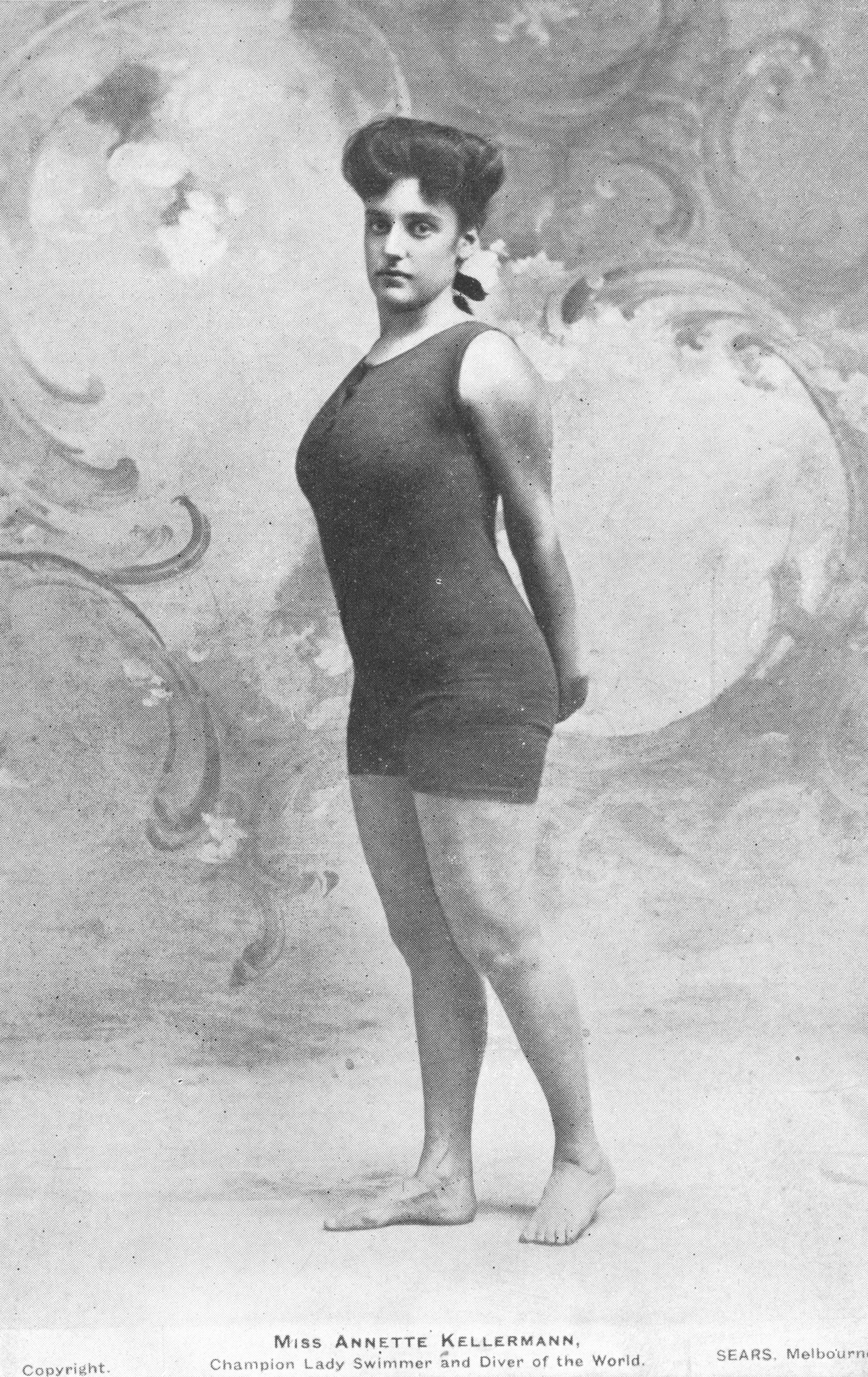
애넷 켈러먼이 1910년대경에 스스로 디자인한 폼 피팅 원피스 탱크 수트를 입은 모습.

1907년에 오스트레일리아의 수영 선수이자 연기자였던 애넷 켈러먼은 미국 보스턴 해변에서 목에서 발끝까지를 덮는 형태의 민소매 원피스 타이츠 수영복을 입었다는 이유로 체포되었다. 이 수영복은 그녀가 잉글랜드에서 들여온 의상이었지만, 1910년 무렵에는 유럽의 일부 지역에서 여성 수영복으로 받아들여지기 시작했다. 1943년에도 켈러먼의 수영복 사진은 품위에 어긋나다는 이유로 에스콰이어 대 워커 우체국장 사건(Esquire v. Walker, Postmaster General)에서 증거로 제출되었다. 그러나 《하퍼스 바자》(Harper's Bazaar)에서는 1920년 6월(55권, 6호, 138쪽)에 "애넷 켈러먼의 수영복은 타의 추종을 불허하는 대담하면서도 항상 세련된 아름다운 착용감을 자랑한다."라고 평가했다. 《하퍼스 바자》는 이듬해인 1921년 6월(54권, 2504권, 101쪽)에는 켈러먼의 수영복에 대해 "완벽한 착용감과 아름다운 유려한 선으로 유명하다."라고 덧붙였다.
1912년 스톡홀름 하계 올림픽에서 여자 수영 종목이 도입되었다. 1913년에는 미국의 패션 디자이너인 칼 잰츤(Carl Jantzen)이 이 획기적인 사건에 영감을 받아 최초의 기능성 투피스 수영복을 만들었는데, 하의가 반바지 모양을 띠고 있고 짧은 소매가 달린 상의가 몸에 꼭 맞는 원피스처럼 연결된 것이 특징이었다. 1912년에 개봉된 《워터 님프》(The Water Nymph)와 같은 미국의 무성 영화에서는 메이블 노먼드가 노출이 심한 옷차림으로 등장했고, 맥 세네트는 1915년부터 1929년 사이에 과감한 옷차림을 한 세네트의 목욕하는 미녀들(Sennett Bathing Beauties)이 등장하는 무성 영화를 제작했다. 수영복을 뜻하는 영어 단어인 '스윔수트'(swimsuit)는 1915년에 미국의 스웨터 제조 기업인 잰츤 니팅 밀스(Jantzen Knitting Mills)가 레드 다이빙 걸(Red Diving Girl)이라는 수영복 브랜드를 출시하면서 만들어졌다. 1916년에 뉴욕 매디슨 스퀘어 가든에서 열린 첫 연례 수영복의 날은 수영복의 역사에서 중요한 이정표였다. 초기 수영복 디자인이었던 수영복 앞치마는 1918년경에 사라지고, 반바지를 덮는 튜닉한 디자인만이 남게 되었다.
1920년대와 1930년대에 들어서 사람들은 목욕탕과 온천에서 '물놀이'보다는 '일광욕'을 즐기기 시작했고, 이에 따라 수영복 디자인도 기능적인 측면에서 벗어나 보다 장식적인 요소를 더하는 쪽으로 변화했다. 레이온은 1920년대에 타이트한 핏의 수영복을 만드는 데 사용되었지만, 특히 젖은 상태에서는 내구성이 떨어져 문제가 되었고, 그 외에도 저지와 견섬유(실크)도 때때로 수영복 제작에 이용되었다. 1920년대에 벌레스크와 보드빌 공연자들은 투피스를 입었다. 1929년 소련 영화 《카메라를 든 사나이》(Man with a Movie Camera)에서는 복부를 드러낸 초기형 투피스 수영복을 입은 러시아 여성들이 등장하는데, 일부는 상의를 입지 않은 모습도 보여주었다. 1930년대 독일의 휴가객들을 촬영한 영화에서는 투피스를 입은 여성들이 등장한다. 멕시코의 여자 배우인 돌로레스 델 리오(Dolores del Río)는 1933년 미국 영화 《플라잉 다운 투 리오》(Flying Down to Rio)에서 처음으로 여성용 투피스 수영복을 입고 등장한 최초의 스타 배우였다.

### 네크라인과 허리 라인

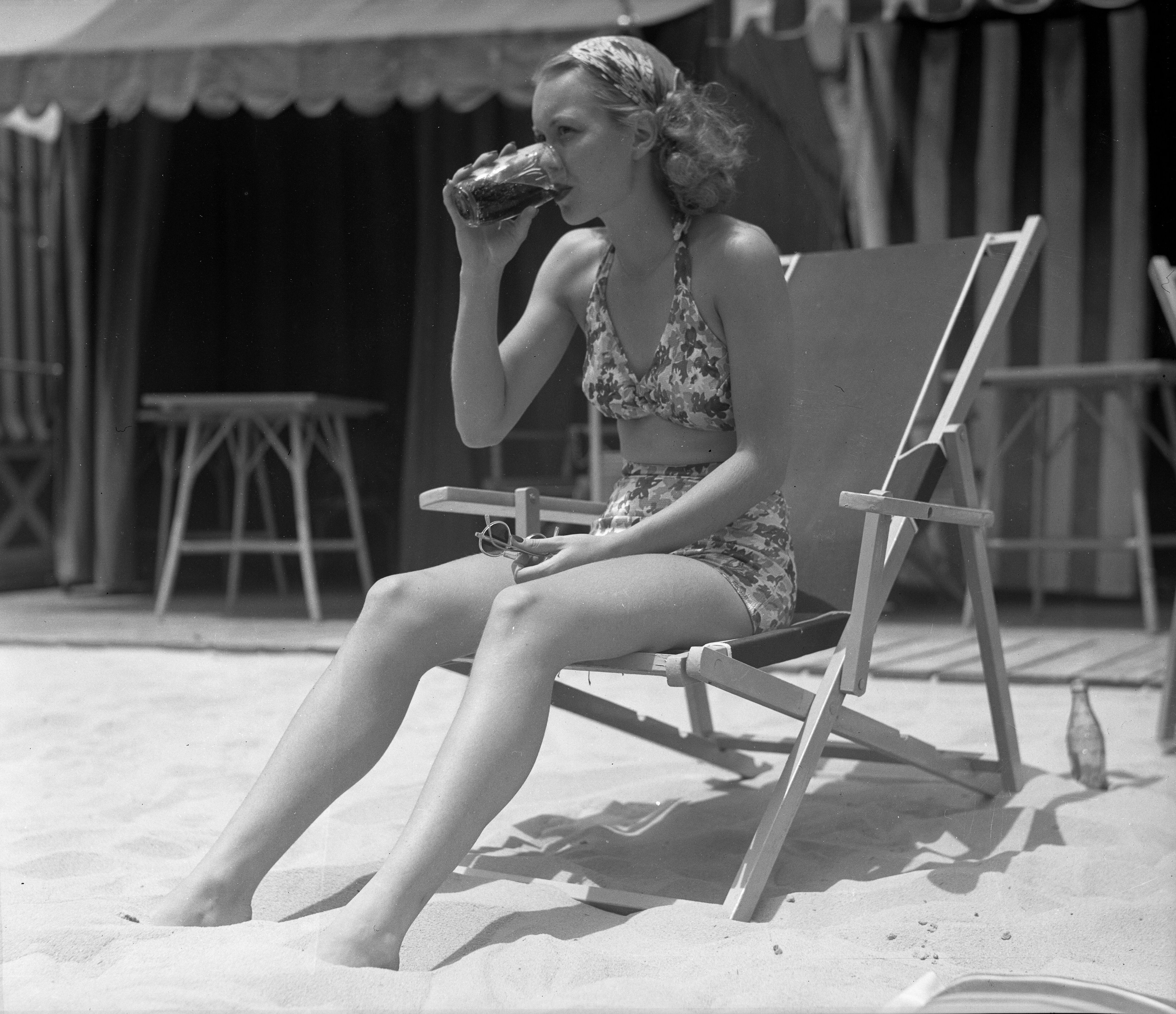
아카데미상을 수상한 여자 배우인 제인 와이먼이 1935년에 미국 캘리포니아주의 해변에서 다리와 허리를 드러낸 투피스 수영복을 입은 모습.

1930년대에 이르러 여성 수영복의 네크라인이 깊게 파이고, 소매는 사라졌으며, 옆구리는 잘려 나가면서 몸에 꼭 맞게 조여졌다. 1930년대에는 특히 라텍스와 나일론과 같은 새로운 의류 소재가 개발되면서 수영복이 점차 몸에 밀착되는 형태로 변했고, 일광욕을 위해 어깨 끈을 내려 입을 수도 있게 되었다. 1930년대와 1940년대의 여성용 수영복은 점점 더 복부를 노출하는 디자인이 많아졌다. 코코 샤넬은 일광욕을 유행시켰고, 1932년에는 프랑스의 디자이너인 마들렌 비오네가 허리 라인을 노출한 이브닝 드레스를 선보였다. 이러한 스타일은 1년 뒤에 개봉된 영화 《1933년의 황금광들》(Gold Diggers of 1933)에서도 볼 수 있었다. 버스비 버클리가 감독을 맡은 1933년 영화 《풋라이트 퍼레이드》에서는 비키니를 입고 진행하는 수중 안무(아티스틱스위밍)가 등장했다. 도로시 라무어가 주연을 맡은 1937년 영화 《허리케인》(The Hurricane)에서도 투피스 수영복이 등장했다.
1934년에 개봉된 영화 《패션 오브 1934》(Fashions of 1934)에는 현대 비키니와 같은 투피스 의상을 입은 합창단 여성들이 등장했다. 1934년에 미국 국립 레크리에이션 협회(National Recreation Association)에서 진행한 여가 시간 활용 연구에 따르면, 수영은 새로운 수영복 디자인이 제공하는 자유로운 움직임을 가능하게 하면서 94가지의 활동 가운데 영화에 이어 2번째로 인기가 높은 여가 활동으로 나타났다. 1935년에는 미국의 디자이너인 클레어 매카델(Claire McCardell)이 마요(maillot) 스타일을 띤 수영복의 측면 부분을 잘라냈는데, 이는 비키니의 전신으로 여겨지고 있다. 1938년에 탄력이 있는 면 소재로 만든 주름 잡힌 텔레스코픽 워터수트(Telescopic Watersuit)가 발명되면서 양모 수영복 시대가 막을 내렸다. 1939년경에는 야자수가 그려진 면 선톱(sun-top)과 보통 블라우스 탑과 함께 입는 견섬유나 레이온 파자마가 인기를 끌었다.
제2차 세계 대전 기간 동안에 군수 물자 생산에는 막대한 양의 면섬유, 견섬유, 나일론, 모섬유, 가죽, 고무가 필요했다. 1942년에는 미국 전시 생산 위원회(War Production Board)는 《L-85 규정》(Regulation L-85)을 발표하며 의류에 사용되는 천연 섬유의 사용을 줄이고 여성 수영복에서 원단의 양을 10% 정도 줄이도록 의무화했다. 규정을 준수하기 위해 수영복 제조 기업들은 허리 라인을 완전히 드러내는 투피스 수영복을 생산했다. 1941년 여름에는 리타 헤이워스가 배는 드러냈지만 배꼽이 가려진 하얀색 홀터넥 투피스 수영복을 입고 해변에 앉아 있는 모습으로 《라이프》(Life) 잡지의 표지에 실렸다.

### 전후 시대

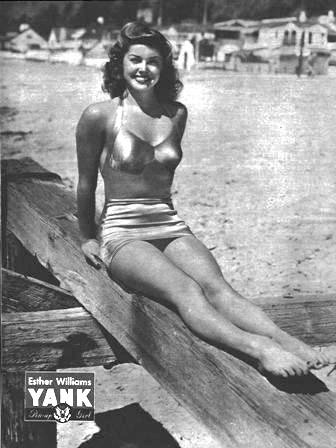
1945년에 발행된 《양크》(Yank) 잡지에 실린 에스터 윌리엄스의 핀업 걸 사진.

전쟁이 끝난 이후에도 한동안 원단 부족 현상이 계속되었다. 1943년에 미국 정부가 전시 배급제를 통해 여성용 수영복에 사용되는 원단을 10% 정도 줄이도록 명령하면서, 미국에서는 기존의 치마 패널과 기타 여분의 소재가 없는 투피스 수영복이 등장하기 시작했다. 그 무렵 미국 해변에서는 투피스 수영복이 빈번하게 등장했다. 1945년 7월 9일에 발행된 잡지 《라이프》(Life)에서는 프랑스 파리의 여성들이 이와 비슷한 수영복을 입은 모습을 보도했다. 에바 가드너(Ava Gardner), 리타 헤이워스(Rita Hayworth), 라나 터너(Lana Turner)와 같은 할리우드 스타들도 비슷한 수영복을 입었다. 또한 헤이워스와 에스터 윌리엄스의 핀업 걸 사진이 널리 배포되었다. 가장 도발적인 수영복은 상하의 전체 무게가 8온스에 불과한 1946년형 문라이트 부이(Moonlight Buoy)였다. 문라이트 부이의 특징은 하의에 부착된 커다란 코르크 버클로, 이 버클로 상의를 묶어 고정해 수영복 상하의가 모두 물에 뜰 수 있도록 설계되어 물놀이 중 나체로 돌아다니더라도 다시 입을 수 있다는 것이 특징이었다. 《라이프》 잡지는 문라이트 부이에 대한 사진 에세이를 게재하면서 "이 수영복의 이름은 물론, 누드(나체주의) 수영이 가장 즐거운 야간 환경(moonlight)을 암시한다."고 전했다.
1947년 코티상 수상자이자 뉴욕에 위치한 사립 미술대학인 프랫 인스티튜트의 유명한 졸업생이기도 한 미국의 패션 디자이너인 아델 심프슨(Adele Simpson)은 옷이 편안하고 실용적이어야 한다고 믿었으며, 주로 원피스 수영복으로 구성된 그녀의 수영복 라인은 1980년대 초반까지 유행을 이어갔다. 같은 시기에 콜 오브 캘리포니아(Cole of California)라는 이름의 수영복 브랜드는 노출이 심한 이른바 '금지된 수영복'(prohibition suits)에 대한 마케팅을 시작했고, 카탈리나 스윔웨어(Catalina Swimwear)에서는 등 부분을 거의 노출하는 수영복 디자인을 선보였다. 1940년대 후반과 1950년대에 발행된 십대 잡지에는 허리 부분을 드러내는 미드리프(Midriff) 수영복과 상의 디자인이 등장했다. 그러나 미드리프 패션은 해변과 비공식 행사에서만 입는 게 적절하다고 여겨졌으며, 공공장소에서 착용하기에는 외설적인 것으로 간주되었다. 할리우드는 1949년 영화 《넵툰의 딸》(Neptune's Daughter)에서 '더블 엔텐더'(Double Entendre)와 '허니 차일드'(Honey Child)와 같이 도발적인 이름을 가진 수영복을 입고 등장한 에스터 윌리엄스처럼 글래머 이미지의 배우를 부각시켰다. 윌리엄스는 수영 자유형 100m(1939년) 부문 아마추어 운동 연합 챔피언이자 올림픽 수영(1940년) 결승 진출자였으며, 1952년 영화 《백만불의 인어》(Million Dollar Mermaid, 영국에서는 《원피스 수영복》(The One Piece Bathing Suit)이라는 제목으로 개봉됨)에서 켈러먼 역할을 맡기도 했다.
1940년대, 1950년대, 1960년대 초반의 수영복은 주로 1930년대 초반의 실루엣을 따랐다. 디올이 주도한 수영복 디자인은 극도로 여성스러운 스타일을 유지하며, 허리를 조이고 가슴선을 강조한 드레스 형태로 발전했으며, 귀걸이, 팔찌, 모자, 스카프, 선글라스, 핸드백 및 커버업 같은 액세서리로 완성되었다. 비키니 이전의 많은 수영복들은 더블 엔텐더(Double Entendre), 허니 차일드(Honey Child, 작은 가슴을 극대화함), 십셰이프(Shipshape, 큰 가슴을 최소화함), 다이아몬드 릴(Diamond Lil, 라인스톤과 레이스로 장식), 스윔 인 밍크(Swimming In Mink, 몸통 전체가 털로 다듬어져 있음), 스피어피셔맨(Spearfisherman, 칼을 휴대하기 위한 로프 벨트로 장식된 무거운 포플린), 보 캐처(Beau Catcher), 리딩 레이디(Leading Lady), 프리티 폭시(Pretty Foxy), 사이드 이슈(Side Issue), 포어캐스트(Forecast), 패뷸러스 핏(Fabulous Fit)과 같은 화려한 이름을 갖고 있었다. 《보그》에 따르면, 이러한 수영복들은 1950년대 중반까지 "단순히 노출된 상태가 아닌 의복 자체"로서 자리잡게 되었다.

## 현대 비키니
프랑스 코트다쥐르 지방에 위치한 휴양 도시 칸에서 해변 상점을 운영하던 프랑스의 패션 디자이너 자크 에임(Jacques Heim)은 1946년 5월에 미니멀한 투피스 디자인을 선보였는데, 당시에 알려진 가장 작은 물질 입자인 원자의 이름을 따서 '아톰'(Atome)이라는 이름을 붙였다. 그가 디자인한 하의는 착용한 사람의 배꼽을 덮을 만큼 컸다.
같은 시기에 프랑스의 자동차 및 기계 기술자였던 루이 레아르(Louis Réard)는 파리의 폴리에 베르제르(Folies Bergère) 근처에서 어머니의 란제리 사업을 운영하고 있었다. 그는 생트로페 해변에서 여성들이 더 햇볕에 잘 탈 수 있도록 수영복 가장자리를 걷어 올리는 모습을 보고 영감을 받아, 더 미니멀한 수영복을 만들고자 했다. 그는 수영복 하단의 천을 추가로 잘라내 착용한 사람의 배꼽이 처음으로 드러나게 했다. 레아르의 끈 비키니는 신문지 문양이 들어간 194cm2 크기의 직물로 만들어진 삼각형 모양의 천 네 조각으로 구성되어 있었다.
레아르는 기자 회견에서 자신이 디자인한 수영복을 입을 모델을 찾았을 때에 일반 모델들 가운데 아무도 이 옷을 입지 않으려고 했기 때문에 카지노 드 파리(Casino de Paris)에서 19세 누드 댄서인 미셸린 베르나르디니(Micheline Bernardini)를 고용했다고 밝혔다. 레아르는 파리에 위치한 공공 수영장인 피신 몰리토르(Piscine Molitor)에서 자신의 디자인을 언론과 대중 앞에 공개했다. 레아르는 태평양에 위치한 비키니 환초에서 최초로 진행된 미국의 핵무기 실험인 크로스로드 작전 가운데 하나인 에이블(Able) 실험이 일어난 지 5일 만에 기자회견을 열었다. 그의 수영복 디자인은 착용한 사람의 배꼽을 처음으로 노출한 것이었기 때문에 언론과 대중을 충격에 빠뜨렸다.
에임은 자신의 새로운 디자인을 홍보하기 위해 하늘에 글씨를 쓰는 전문 비행사들을 고용하여 지중해 휴양지 상공에서 아톰을 '세계에서 가장 작은 수영복'이라고 광고했다. 레아르는 에임에게 뒤처지지 않기 위해 그로부터 3주 후에 역시 공중 광고 팀을 고용해 프랑스 코트다쥐르 지방의 상공에서 자신의 디자인이 "세계에서 가장 작은 수영복보다 작다."고 광고했다.
에임의 디자인이 레아르의 것보다 먼저 해변에서 착용된 수영복이었지만, 레아르가 붙인 '비키니'라는 이름이 대중적으로 정착했다. 사회적 반발이 컸음에도 불구하고, 레아르는 팬들로부터 50,000통 이상의 편지를 받았다. 레아르는 또한 대중들에게 투피스 수영복이 '결혼 반지를 통과할 수 없다면' 진짜 비키니가 아니라고 어필하는 다소 파격적인 광고 캠페인을 시작했다. 패션 디자인 및 머천다이징 연구소의 큐레이터이자 패션 역사가인 케빈 존스는 "레아르는 약 15년에서 20년 정도 시대를 앞서간 사람이다. 비키니를 받아들인 여성들은 대부분 선구적인 상류층 유럽 여성들이었다."라고 평가했다.
1953년에 프랑스의 젊은 여자 배우였던 브리지트 바르도가 프랑스 코트다쥐르 지방에서 비키니 차림으로 등장해 국제적으로 주목을 받았고, 이후 십여 년간 파파라치들은 여성 수영복과 관련된 노출 사고나 연출된 사건을 널리 퍼뜨렸다. 그 중 하나로 미국 AP 통신은 1959년에 이스라엘 연예계의 신예 스타였던 달리아 라비가 브라질 리우데자네이루에 위치한 수영장에서 찢어진 비키니를 고쳐 입는 글래머 사진을 널리 유포하기도 했다.

### 사회적 반발

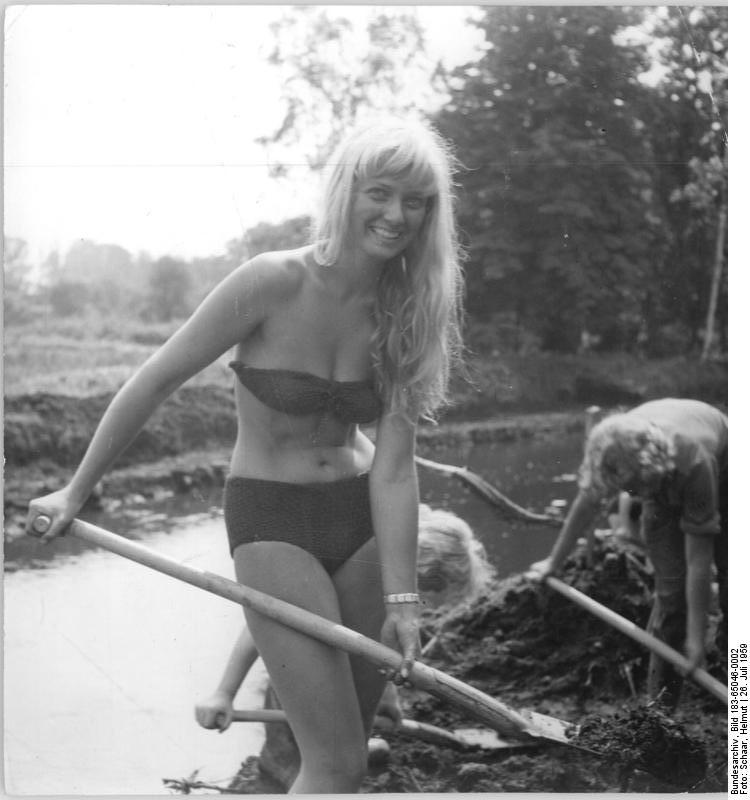
1959년 동독 라이프치히에서 비키니를 입은 한 학생의 모습.

여성들이 전통적인 투피스 수영복을 고수하면서 전 세계적으로 비키니 판매량이 증가하지 않자, 레아르는 다시 자신의 어머니 가게에서 판매할 기존의 여성 속옷을 디자인하는 일로 돌아갔다. 비키니는 프랑스의 대서양 연안 지방, 프랑스와 인접한 스페인, 벨기에, 이탈리아 3개국, 포르투갈과 오스트레일리아에서 금지되었으며, 미국의 일부 주에서는 착용이 금지되거나 권장되지 않았다.
1951년에는 에릭 몰리(Eric Morley)가 주최한 제1회 미스 월드 콘테스트(원래는 페스티벌 비키니 콘테스트(Festival Bikini Contest)라는 이름으로 열렸음) 우승자인 스웨덴의 키키 호칸손(Kiki Håkansson)이 비키니를 입은 채로 왕관을 쓰자, 종교적 전통을 가진 국가들은 대표단을 철수하겠다고 경고했다. 호칸손은 비키니를 입고 왕관을 쓴 최초이자 마지막 미스 월드 우승자로 남았다. 교황 비오 12세는 비키니 수영복이 죄악이라고 비난했다. 이러한 논란이 불거진 이후에 비키니는 한동안 전 세계의 미인 대회에서 금지되었다. 1949년에는 프랑스 파리를 방문한 미스 아메리카 우승자인 비비 숍(BeBe Shopp)이 프랑스의 젊은 여성들이 비키니를 입는 것에 대해서는 문제가 없겠지만 미국의 젊은 여성들이 비키니를 입는 것은 인정할 수 없다는 입장을 전했다고 《로스앤젤레스 타임스》에서 보도했다. 1947년에 개봉된 미국 영화 《내가 가장 좋아하는 갈색 머리》(My Favorite Brunette)과 1948년에 발행된 《라이프》(LIFE) 잡지 표지 모델 등에 등장했던 여자 배우들은 비키니가 아닌 전통적인 투피스 수영복을 입고 등장했다.
1950년에 콜 오브 캘리포니아(Cole of California)의 소유주이자 미국의 수영복 거물인 프레드 콜(Fred Cole)은 《타임》(Time) 지와의 인터뷰에서 "프랑스의 유명한 비키니에 대해서는 경멸 외에는 아무 감정도 없다."라고 밝혔는데, "왜소한 프랑스 여성들을 위해 디자인된 것"이기 때문이라고 이야기했다. 콜은 "프랑스의 젊은 여성들은 다리가 짧다. 수영복은 다리가 길어 보이게 하려면 옆선을 끌어올려야 한다."라고 말했다. 레아르 자신은 비키니를 '어머니가 결혼하기 이전의 성씨를 제외하고는 여자에 대한 모든 것을 드러내는' 투피스 수영복이라고 설명했다. 에스터 윌리엄스조차도 '비키니는 경솔한 행동'이라고 평가하기도 했다. 하지만 핀업 퀸이자 할리우드 스타였던 윌리엄스의 인기와 화려한 이름을 가진 비키니 이전의 수영복들은 수십 년 사이에 인기를 잃고 사라지게 될 운명이었다. 오스트레일리아의 디자이너인 폴라 스트래퍼드(Paula Straford)는 1952년에 골드코스트에서 비키니를 소개했지만, 1959년까지 착용이 금지되었다. 1957년에 발행된 《다스 모데르네 메드헨》(Das moderne Mädchen, 독일어로 '현대 여성'이라는 뜻)에서는 "품위 있고 사려 깊은 여자라면 그런 것을 입는다는 것은 상상도 할 수 없다."라는 내용의 글을 실었다. 8년 뒤에 뮌헨의 한 학생은 비키니를 입고 시내 중심부인 빅투알리엔마르크트(Viktualienmarkt) 광장을 걸어다녔다는 이유로 노인 요양원에서 6일 동안 청소 봉사 처벌을 받았다.

### 칸과의 연결
각종 논란에도 불구하고 프랑스에서는 '태양이 내리쬐는 해변을 장식하는 버릇 없는 젊은 여성들'을 호응하는 이들도 있었다. 1953년 칸 영화제 기간 중 브리지트 바르도(Brigitte Bardot) 해변에서 비키니와 비슷한 옷차림을 하고 있는 모습이 사진에 찍혔는데, 이는 1950년대 유럽에서 비키니를 대중화하는 데 기여했으며 미국 시장에서도 수요를 창출했다. 《가디언》은 비키니를 입은 바르도의 사진이 생트로페를 세계의 비키니 수도로 만들었다고 언급했다. 칸 영화제는 바르도의 연기 커리어에 있어 결정적인 역할을 했는데, 특히 영화제에 처음 등장했을 때 비키니를 입고 사진을 찍는 유행을 선도하며 영화제의 원조 해변 미녀로 선정되는 등 영화제 홍보에도 중요한 역할을 했다. 바르도는 1952년에 개봉된 영화 《비키니를 입은 여인 마니나》(Manina, la fille sans voiles)에서 비키니를 입은 모습으로 등장했는데, 노출이 심해 큰 화제를 모았다. 1953년 칸 영화제에서는 자신의 남편이자 에이전트인 로제 바딤과 함께 활동하며 프랑스 남부의 해변마다 비키니 차림으로 찍힌 사진들로 많은 관심을 받았다.
10년 전 에스터 윌리엄스가 그랬던 것처럼 베티 그레이블, 마릴린 먼로, 브리지트 바르도는 모두 커리어를 위해 노출이 심한 수영복을 착용하며 성적 매력을 강조했으며, 1950년대에 '사랑의 여신'이라고 불렸던 바르도, 아니타 엑베리, 소피아 로렌과 같은 배우들이 비키니를 착용하면서 유럽의 일부 지역에서 비키니는 더 많이 받아들여졌다. 영국의 여자 배우인 다이애나 도스는 1955년 베네치아 영화제 기간에 자신을 위해 맞춤 제작된 밍크 비키니를 입은 채로 산마르코 광장을 지나 베네치아 대운하를 따라 곤돌라를 타고 다녔다.
스페인에서는 베니도름이 프랑스의 칸과 비슷한 역할을 했다. 스페인에서는 비키니가 금지된 직후에 베니도름의 시장이었던 페드로 사라고사(Pedro Zaragoza)가 스페인의 독재자였던 프란시스코 프랑코에게 자신의 마을에 관광객을 유치하기 위해 비키니를 합법화해야 한다고 설득했다. 1959년에 프랑코 장군은 이에 동의했고, 이 마을은 인기 있는 관광지가 되었다. 1979년에 프랑코가 사망한 지 4년도 채 되지 않아서 스페인 해변에서는 여성들이 상의를 입지 않은 풍경이 흔해졌다.

### 법률적, 도덕적 반발
비키니는 인접한 3개국인 스페인, 포르투갈, 이탈리아, 프랑스를 비롯해 벨기에, 오스트레일리아에서도 금지되었으며, 미국의 많은 주에서도 여전히 착용이 금지되어 있었다. 1959년에도 미국의 수영복 디자이너이자 프레드 콜(Fred Cole)의 딸인 앤 콜(Anne Cole)이 바르도 스타일의 비키니에 대해 "G스트링에 불과하다. 품위의 경계선에 아슬아슬하게 걸쳐있다."라고 말했다. 같은 해 7월에 《뉴욕 포스트》에서는 뉴욕 시내에서 비키니를 입고 있는 사람을 찾아다녔지만, 단 두 명만 입고 있는 걸 발견했다. 미국의 작가인 메러디스 홀(Meredith Hall)은 자신의 회고록에서 1965년까지 뉴햄프셔주 햄프턴비치에서 비키니를 입으면 벌금을 받을 수 있었다는 글을 남겼다.
1951년에 열린 최초의 미스 월드 콘테스트인 페스티벌 비키니 콘테스트(Festival Bikini Contest)는 에릭 몰리(Eric Morley)가 영국제(Festival of Britain)에서 수영복을 광고하기 위해 주최한 행사였다. 언론은 이 광경을 환영하며 미스 월드(Miss World)라고 불렀고, 몰리는 이 이름을 상표로 등록했다. 우승자인 스웨덴의 키키 호칸손(Kiki Håkansson)이 비키니를 입고 왕관을 쓰자, 종교적 전통을 가진 나라들은 대표단을 철수하겠다고 경고했다. 이 여파로 비키니 착용은 불법화되었고, 이브닝 가운이 대신 도입되었다. 호칸손은 비키니를 입은 채로 왕관을 쓴 유일한 미스 월드로 남았는데, 교황은 호칸손의 행동을 비난했다. 이러한 논란이 불거진 이후에 비키니는 한동안 전 세계의 미인 대회에서 금지되었다. 벨기에, 이탈리아, 스페인, 오스트레일리아와 같이 가톨릭교도가 다수인 나라들도 같은 해에 비키니 착용을 금지했다.
미국의 가톨릭 단체인 국가품위군단(National Legion of Decency)은 할리우드에 비키니가 할리우드 영화에 등장하지 못하도록 압력을 가했다. 1930년에 도입되어 1934년부터 엄격하게 시행된 미국 영화 제작 규정인 헤이스 코드는 투피스 복장은 허용했지만 배꼽 노출은 금지했다. 그러나 이 규정이 도입되고 본격적으로 시행되기 전 사이에 2편의 타잔 영화, 《타잔》(1932년), 《타잔과 친구》(1934년)에서는 배우 모린 오설리번이 비키니와 유사한 가죽 의상을 입은 채로 등장했다. 영화 역사학자인 브루스 골드스타인은 그중 첫 번째 영화에서 오설리번이 입은 의상을 두고 "옆구리가 트인 로인클로스이다. 허벅지 안쪽이 보인다."라고 묘사했다. 1957년에 개봉된 영국 영화 《바너클 빌》(Barnacle Bill, 일명 《올 앳 시》(All at Sea))는 비키니류의 의상이 모두 삭제된 이후에야 미국에서 상영이 허용되었다. 1952년에 개봉된 프랑스 영화 《비키니를 입은 여인 마니나》(Manina, la fille sans voiles)도 1959년에 비키니 클로즈업 장면이 모두 삭제된 이후에야 캔자스주에서 개봉이 허용되었다.
프랑스 파리에서 비키니가 처음 소개되자, 미국의 수영복 제조 기업들은 조심스럽게 타협하며 홀터넥과 복부를 가리는 하의 변형이 포함된 유사한 디자인을 자체적으로 만들어냈다. 비키니는 크기 차이가 모든 것을 좌우했지만, 초기 비키니는 종종 배꼽을 가렸다. 《세븐틴》과 같은 잡지에서는 사진에서 배꼽이 보이면 에어브러시로 지웠다. 이렇게 사진 속 여성의 배꼽을 지우는 미국의 보수적인 표현 방식은 유럽 비키니 제조업체들이 미국 경쟁업체들보다 시장에서 우위를 점하게 만든 요인이 되었다. 1950년대 말에는 어깨 끈이 없는 스타일을 띤 수영복이 유행했는데, 형태를 잡기 위한 와이어나 고정 장치가 포함되기도 했으며, 리틀 시너스(Little Sinners)라고 부르는 어깨를 드러내는 투피스 스타일이 인기를 끌기도 했다. 그러나 노출이 많은 홀터넥 비키니는 가장 큰 도덕적 논란을 불러일으켰다. 시드니에서 열린 패션 퍼레이드에서는 '후바 후바'(Huba Huba)와 '리벨레이션'(Revealation)이라고 불리는 비키니 디자인이 부적절하다는 이유로 퇴출되었다.

## 인기 상승
《타임》 잡지가 선정한 대중문화 10대 비키니
- 미셸린 베르나르디니가 최초로 입은 비키니 (1946년)
- 브라이언 하일랜드의 노래 〈Itsy Bitsy Teenie Weenie Yellow Polkadot Bikini〉 (아주 작고 아주 작은 노란색 물방울 무늬 비키니, 1960년)
- 애넷 푸니셀로와 영화 《비치 파티》 (1960년대)
- 우르줄라 안드레스가 선보인 하얀색 본드걸 비키니 (1962년)
- 《스포츠 일러스트레이티드》가 최초로 선보인 수영복 특집 (1964년)
- 라켈 웰치가 영화 《공룡 100만년》에서 선보인 가죽 비키니 (1966년)
- 피비 케이츠가 영화 《리치몬드 연애 소동》에서 선보인 비키니 (1982년)
- 스타워즈 영화 《제다이의 귀환》에 등장한 레아 오르가나 공주의 금색 비키니 (1983년)
- 하계 올림픽 비치발리볼에 최초로 등장한 여자 선수들의 공식 비키니 유니폼 (1996년)
- 미스 아메리카 대회에 최초로 등장한 비키니 (1997년)

비키니의 등장은 스크린 안팎에서 계속 증가했다. 《닥터 스트레인지러브》(Dr. Strangelove)와 같은 영화와 텔레비전 작품 제작에 비키니가 지닌 성적 매력이 영향을 끼쳤으며, 이러한 흐름에는 1960년대 초반에 제작된 서핑 영화 또한 포함된다. 1960년에 브라이언 하일랜드가 노래 〈Itsy Bitsy Teenie Weenie Yellow Polkadot Bikini〉(아주 작고 아주 작은 노란색 물방울 무늬 비키니)를 발표하자 비키니 구매 열풍이 일었다. 애넷 푸니셀로와 프랭키 아발론이 주연을 맡은 1963년 영화 《비치 파티》(Beach Party)에 이어 《머슬 비치 파티》(Muscle Beach Party, 1964년), 《비키니 비치》(Bikini Beach, 1964년), 《비치 블랭킷 빙고》(Beach Blanket Bingo, 1965년)에서는 10대 소녀들이 비키니를 입고 남학생들과 모래 위에서 장난을 치며 즐거운 시간을 보내는 모습을 그려냈다.
해변 영화의 유행은 비키니를 대중문화의 상징으로 자리잡게 했다. 1960년대 미국의 성 혁명을 계기로 비키니는 빠르게 인기를 얻었다. 마릴린 먼로, 제인 맨스필드, 지나 롤로브리지다, 제인 러셀과 같은 할리우드 스타들은 비키니의 인기를 높이는 데에 기여했다. 특히 먼로, 맨스필드, 헤이워스, 바르도, 라켈 웰치의 핀업 포스터도 인기 상승에 크게 기여했다. 1962년에는 《플레이보이》 잡지가 처음으로 비키니 차림의 표지 모델을 등장시켰다. 그로부터 2년 후에 《스포츠 일러스트레이티드》에서는 독일 베를린 태생의 패션 모델인 바베트 마치(Babette March)가 흰색 비키니 차림을 하고 표지 모델로 등장했다. 이 특집호는 《스포츠 일러스트레이티드》의 첫 번째 수영복 특집이었다. 《스포츠 일러스트레이티드》의 수영복 특집은 비키니에 대한 사회적 인식을 바꾼 연례 간행물이자 미국 대중문화의 필수품이 되었으며, 매년 수백만 부씩 판매되고 있다. 1965년에는 미국의 한 여성이 《타임》 잡지와의 인터뷰에서 비키니를 입지 않는 것이 '거의 드문 편'이라고 말했다. 《타임》 잡지는 1967년에 '청년 세대'의 65%가 비키니를 입고 있었다고 썼다.
제인 맨스필드와 그의 남편인 미키 하기테이 부부의 무대 공연 투어를 취재한 신문에 따르면, 맨스필드는 시골 사람들에게 자신이 누구보다 비키니를 많이 가지고 있다고 믿게 만들었다고 한다. 맨스필드는 무대 공연에서 입었던 표범 점박이 무늬 비키니를 통해 40인치(1,000mm)의 가슴과 허리, 다리를 아낌없이 드러냈다. 《마이애미 헤럴드》의 캐스린 웩슬러(Kathryn Wexler)는 "우리가 알고 있는 시작에는 제인 맨스필드가 있었다. 그녀는 표범 가죽 무늬나 줄무늬가 그려진 비키니를 입고 포즈를 취하며, 잘 알려진 육체적 매력을 강조하기 위해 숨을 들이마셨다."라고 기록했다. 맨스필드의 표범 가죽 무늬 비키니는 비키니 패션 초기의 대표적인 사례 중 하나로 남아 있다.

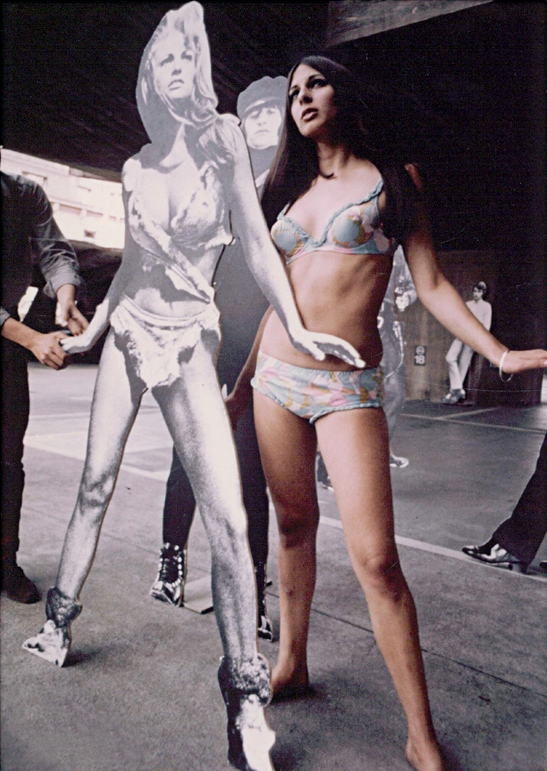
라켈 웰치가 1966년 영화 《공룡 100만년》에서 입었던 가죽 비키니를 공개하는 모습.

1962년에는 영화 《007 살인번호》에서 본드걸 역할을 맡은 스위스 출신의 여자 배우인 우르줄라 안드레스가 하얀색 비키니를 입고 바다에서 나오는 장면으로 등장했다. 이 장면은 《007 시리즈》에서 가장 기억에 남는 장면 가운데 하나로 꼽힌다. 영국의 지상파 방송국인 채널 4는 이 장면을 영화 역사상 최고의 비키니 순간으로 선정했고, 영국의 텔레비전 네트워크인 버진 미디어는 이 장면을 역대 영화 속 비키니 장면 상위 10위 가운데 9위, 본드걸 부문에서는 1위로 꼽았다. 스코틀랜드 글래스고의 신문 《더 헤럴드》(The Herald)는 이 장면을 여론조사에 근거하여 역대 최고의 장면으로 선정했다. 또한 이 장면은 우르술라 안드레스의 연기 경력에도 결정적인 영향을 미쳤고, 전형적인 제임스 본드 영화 시리즈의 스타일을 형성하는 데도 큰 역할을 했다. 안드레스는 "이 비키니는 저를 성공으로 이끌었다. 나는 《007 살인번호》에서 1번째 본드걸로 출연한 덕분에 이후 원하는 역할을 선택할 수 있는 자유를 얻었고, 경제적으로도 독립할 수 있게 되었다."라고 회상했다. 2001년에는 안드레스가 영화 《007 살인번호》에서 입은 비키니가 경매에서 61,500 미국 달러에 낙찰되었다. 안드레스의 하얀색 비키니는 '1960년대 영화 속 에로티시즘의 해방을 상징하는 결정적 순간'으로 평가되고 있다. 당시 노출로 인한 충겨이 심했기에, 대중은 그녀를 '우르줄라 언드레스'(Ursula Undress, '옷을 입지 않은 우르줄라'라는 뜻)라는 농담섞인 별명으로 부르기도 했다. 영국방송공사(BBC)는 "40년 뒤에 개봉된 제임스 본드 영화 《007 어나더데이》에서 할리 베리가 재현한 모습이 너무 상징적이었다."고 평가했다.
1966년에 개봉한 영화 《공룡 100만년》에 등장한 라켈 웰치의 모피 비키니는 전 세계에 역사상 가장 상징적인 비키니 사진을 선사했으며, 포스터 이미지는 영화 역사상 상징적인 순간으로 남았다. 《공룡 100만년》 포스터에 등장한 사슴 가죽 비키니 이미지는 웰치를 단번에 핀업걸로 만들었다. 웰치는 스튜디오 광고에서 "인류 최초의 비키니를 입고 있다."라고 홍보되었고, 이 비키니는 훗날 '1960년대를 대표하는 패션'으로 평가받았다. 웰치는 가죽 비키니를 입은 역할로 패션 아이콘으로 떠올랐고, 그녀가 비키니를 입은 사진은 베스트셀러 핀업 포스터가 되었다. 한 작가는 "영화에서는 단 3줄의 대사만 있었지만 모피 비키니를 입은 웰치의 육감적인 몸매는 그녀를 스타로 만들었고, 수백만 명의 젊은 영화 관객들에게 꿈의 여인이 되었다."라고 평했다. 《타임》 잡지는 2011년에 《공룡 100만년》에 등장한 웰치의 비키니를 '대중문화 10대 비키니' 가운데 하나로 선정했다.

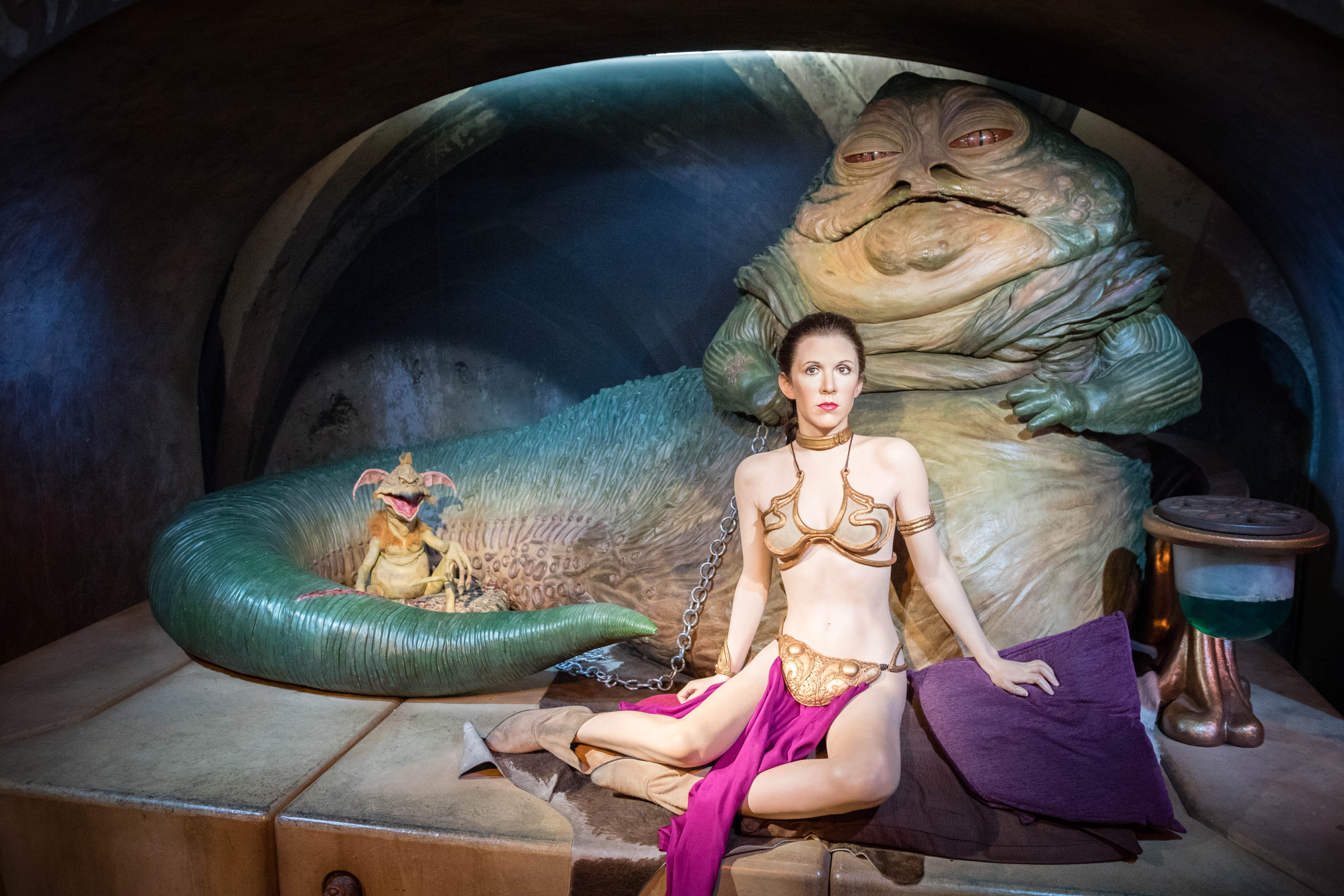
1983년에 개봉한 스타워즈 영화 《제다이의 귀환》에서 레아 오르가나 공주 역할을 맡은 캐리 피셔와 자바 더 헛을 묘사한 동상.

1983년에 개봉한 스타워즈 영화 《제다이의 귀환》에서 레아 오르가나 공주는 자바 더 헛에게 사로잡혀 족쇄가 채워진 금속 비키니를 입어야 했다. 이 의상은 황동으로 만들어졌는데, 이 의상을 입어야했던 캐리 피셔가 '슈퍼모델들이 지옥의 7번째 고리에서나 입을만한 옷'이라고 묘사할 정도로 불편했다. 스타워즈 관련 행사에 참여하는 여성 팬들은 종종 '노예가 된 레아 오르가나 공주' 옷차림을 모방하기도 한다. 비키니가 처음 등장한 지 51년이자 미스 아메리카 대회가 창설된 지 77년이 지난 1997년이 되어서야 미스 아메리카 참가자들은 기존에 대회 측에서 제공하던 '방탄 조끼'라는 별명으로 불렸던 수영복 뿐만 아니라 투피스 수영복을 입을 수 있게 되었다. 이해 17명의 수영복 부문 결승 진출자 가운데 2명이 투피스 수영복을 입었고, 하와이주 대표로 참가한 에리카 카우프먼(Erika Kauffman)이 수영복 심사 과정에서 가장 짧은 비키니를 입고 우승을 차지했다. 2010년에는 국제 보디빌딩 피트니스 연맹이 비키니를 새로운 경쟁 부문으로 인정했다.

### 인도에서
볼리우드에서 활동한 여자 배우인 샤밀라 타고르(Sharmila Tagore)는 1967년에 개봉한 영화 《파리의 저녁》(An Evening in Paris)에서 비키니를 입고 등장했다. 이 영화는 인도의 여자 배우가 처음으로 비키니 차림으로 등장한 영화로 가장 널리 알려져 있다. 그녀는 고급 연예 잡지 《필름페어》(Filmfare)에서 비키니를 입고 포즈를 취하기도 했다. 비키니 차림은 보수적인 인도의 영화 관객들에게 충격을 주었지만 1970년대 초반에 파르빈 바비(Parveen Babi, 1982년 영화 《예 나즈디키얀》(Yeh Nazdeekiyan)), 지나트 아만(Zeenat Aman, 1973년 영화 《히라 판나》(Heera Panna), 1980년 영화 《쿠르바니》(Qurbani)), 딤플 카파디아(Dimple Kapadia, 1973년 영화 《보비》(Bobby))가 이러한 유행을 이어받았다. 타고르는 비키니 착용 덕분에 인도 언론에서 볼리우드 역사상 가장 인기 있는 10명의 여배우 중 한 명으로 이름을 올리기도했고 , 봄베이 영화계에서 여성의 정숙함이라는 전통적인 여성성의 상징을 뒤집는 파격적인 행보로 평가되기도 했다. 2005년 즈음에 이르러서는 인도 영화에 출연한 배우들이 노래 한 곡에 맞춰 시폰 사리를 시작으로 비키니를 입는 등 열 번 넘게 의상을 갈아입는 것이 일반적이었지만, 2005년에 타고르는 인도의 영화 심의를 담당하는 인도 정보방송부 산하 기구인 중앙영화인증위원회 위원장을 역임하며 인도 영화계에서 비키니가 부상하는 것에 대한 우려를 표명하기도 했다.

## 수용

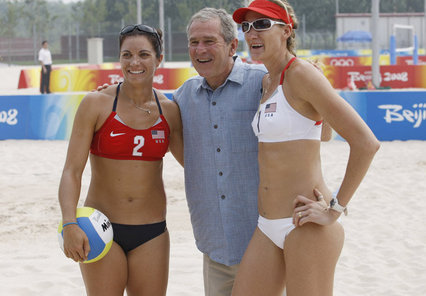
2008년 베이징 하계 올림픽에 참가한 미국 여자 비치발리볼 국가대표팀 선수들을 만난 조지 W. 부시 미국 대통령. 미스티 메이트레이너(왼쪽), 케리 월시 제닝스(오른쪽) 선수가 비키니 유니폼을 입고 있다.

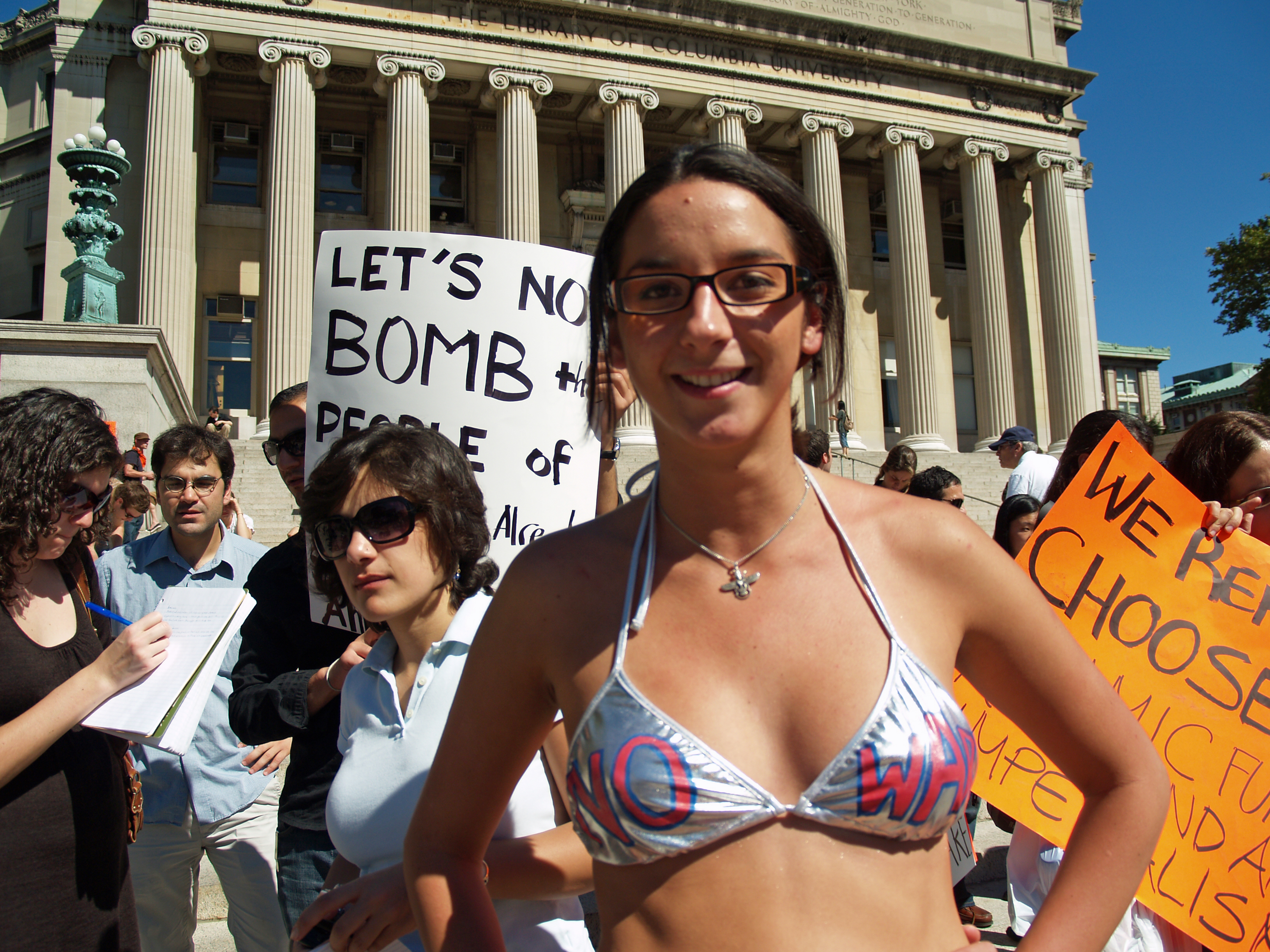
2007년에 미국 컬럼비아 대학교에서 비키니 차림을 한 여성이 마무드 아마디네자드 이란 대통령의 뉴욕 방문에 항의하는 시위를 벌이고 있는 모습.

프랑스에서는 레아르가 사망한 지 4년이 지난 1988년에 그의 회사가 문을 닫았다. 같은 해 미국에서 비키니는 수영복 매출의 거의 20%를 차지했고, 다른 어떤 수영복 모델보다 많은 비중을 차지했다. 하지만 피부암에 대한 인식이 높아지고, 1990년대에는 패션에서 보다 단순한 미학이 중시되면서, 노출이 많은 비키니의 매출은 급격히 감소했다. 이 시기의 새로운 수영복 트렌드를 대표하는 인물은 미국의 서핑 스타인 말리아 존스로, 그녀는 1997년 6월에 발간된 잡지 《셰이프》(Shape)의 표지에서 거친 물살에 적합한 홀터넥 투피스를 입고 등장했다. 그러나 1990년대 이후에 비키니는 다시 인기를 되찾았다. 미국의 시장 조사 회사인 NPD 그룹(NPD Group, 현재의 서카나(Circana))은 2년 만에 미국에서 전국적으로 투피스 수영복 판매량이 80% 증가했다고 보고했다. 1980년대와 1990년대 초반에는 원피스 수영복이 큰 인기를 끌었고, 1970년대와 1980년대에는 스트링 비키니와 같은 훨씬 더 노출이 많은 비키니가 등장해 더 짧고 작아지는 경향도 나타났다.
디자이너 앤 콜(Anne Cole)이 이름 붙인 '-이니(-ini) 자매들'과 작가 윌리엄 새파이어(William Safire)가 이름 붙인 '-키니(-kini) 가족'과 같이 '비키니'라는 단어에서 파생된 다양한 수영복 이름에는 스트링 비키니(string bikini, 끈 비키니), 모노키니(monokini) 또는 누모키니(numokini, 위 부분이 없음), 시키니(seekini, 투명 비키니), 탱키니(tankini, 상단은 탱크톱, 하단은 비키니), 캐미키니(camikini, 상단은 캐미솔, 하단은 비키니), 히키니(hikini), 통(thong, T팬티), 슬링샷(slingshot), 미니미니(minimini), 티어드롭(teardrop), 마이크로(micro) 등이 있다. 1985년의 한 대형 패션쇼에서 기존의 짧은 밴도(bandeaux) 대신 크롭톱 스타일을 띤 투피스 수영복, 앞쪽이 비키니이고 뒤쪽이 원피스인 수영복, 멜빵, 프릴과 같이 배꼽을 대담하게 드러내는 컷아웃 디자인들이 선보였다. 빠르게 변화하는 취향에 발맞추기 위해, 일부 제조업체는 약 7분 만에 맞춤형 비키니를 제작하는 서비스를 사업으로 삼기도 했다. 2006년 2월에는 수잰 로즌(Susan Rosen)이 150캐럿(30g)이 넘는 흠 없는 다이아몬드로 제작한 2천만 파운드 상당의 가치가 있는 세계에서 가장 비싼 비키니를 디자인했다.
《뉴욕 타임스》의 지나 벨라폰테(Gina Bellafonte)는 《미녀 삼총사: 맥시멈 스피드》(2003년), 《블루 크러쉬》(2002년)와 같은 액션 영화에 출연한 여자 배우들 덕분에 이러한 투피스 수영복이 '밀레니얼 세대 여성들에게 파워 수트처럼 자신감과 힘을 상징하는' 옷이 되었다고 언급했다. 1997년 9월 9일에 열린 미스 아메리카 선발 대회에서 미스 메릴랜드 대표로 참가했던 제이미 폭스(Jamie Fox)는 50년 만에 처음으로 대회의 예선 수영복 부문에 투피스 수영복을 입고 출전한 후보자가 되었다. 미국의 동물 보호 단체인 PETA는 패멀라 앤더슨, 트레이시 빙엄, 앨리샤 메이어 등 유명인들로 하여금 아이스버그 양상추(Iceberg-lettuce)로 만든 비키니를 입힌 모습으로 채식을 장려하는 광고 캠페인을 진행했다. 2007년에 미국 컬럼비아 대학교에서는 메시지 보드로 비키니를 착용한 시위자가 마무드 아마디네자드 이란 대통령의 뉴욕 방문에 반대하는 시위를 벌였다.
비키니는 20세기 말까지 전 세계에서 가장 인기 있는 수영복이 되었는데, 이에 대해 프랑스의 패션 역사가인 올리비에 사야르(Olivier Saillard)는 '패션의 힘이 아닌 여성의 힘' 덕분이라고 설명했다. 그는 "수영복의 해방은 항상 여성의 해방과 관련이 있다."라고 말했는데, 한 설문조사에 따르면 실제로 물에 들어가는 비키니는 전체의 15%에 불과할 정도로, 수영복이라기보다 패션과 자기표현의 수단으로 자리 잡았다. 미국 뉴욕 메트로폴리탄 미술관 의상 연구소의 연구원인 베스 딘커프 찰스턴(Beth Dincuff Charleston)은 "비키니는 신체 인식, 도덕적 가치, 성에 대한 태도의 변화를 아우르는 사회적 도약을 상징한다."라고 말했다. 미국의 소비자 및 소매 정보 회사인 NPD 그룹(NPD Group)에 따르면 2000년대 초반까지 비키니는 연간 8억 1,100만 달러 규모의 시장을 형성했다. 비키니는 비키니 왁싱 및 일광욕 산업과 같은 파생 서비스의 성장을 이끌기도 했다.

### 계속되는 논란
비키니는 여전히 언론에서 자주 다뤄지는 인기 있는 주제이다. 2011년 5월에는 스페인 바르셀로나 시의회가 조례에 따라 해변 근처 지역을 제외한 공공장소에서 비키니를 입는 것을 불법으로 규정했다. 위반자는 120~300유로 사이의 벌금을 부과받았다. 2012년에는 필리핀 세부에 위치한 세인트 테레사 칼리지에 재학 중이던 학생 2명이 비키니를 착용한 사진이 페이스북에 게시되었다는 이유로 졸업식 참석이 금지되었다. 이에 대해 학생들은 학교를 상대로 소송을 제기했고, 지역 법원으로부터 임시 체류 허가를 받았다.
2013년 5월, 영국 케임브리지 대학교는 모들린 칼리지 산하 와이번스 클럽이 매년 개최하던 비키니 젤리 레슬링 대회를 금지했다. 2013년 6월에는 패션에 많은 관심을 보였던 여자 배우 귀네스 팰트로가 4~8세 소녀들이 입을 수 있도록 디자인된 의류 라인용 비키니를 제작했다. 팰트로는 아동 학대를 방지하기 위해 노력하는 영국의 재단인 키드스케이프(Kidscape)의 클로드 나이트(Claude Knight)로부터 어린 아동을 성적 대상화했다는 비판을 받았다. 나이트는 "우리는 여전히 어린이와 어린 시절의 성적 대상화에 매우 반대한다... 이러한 추세가 계속되고 유명인이 이를 지지하는 것은 매우 안타까운 일이다."라고 말했다.
2013년 메모리얼 데이 주말에 미국 사우스캐롤라이나주 머틀비치에서는 4명의 여성이 엉덩이가 드러나는 T팬티 스타일의 비키니를 입었다는 이유로 공공외설 혐의로 체포되었다. 2013년 6월에는 비키니를 입고 춤을 추는 패멀라 앤더슨이 등장한 광고가 여성을 비하한다는 이유로 영국 광고표준청에서 금지되었다. 광고 속에서 앤더슨은 직장인 여성으로 등장했으며, 동료 남성 직원의 성적 환상의 대상이 되는 설정이었다. 미국의 의류 회사인 애버크롬비 & 피치는 2002년에 어린이 사이즈에 맞춰 제작된 T팬티 스타일의 비키니와 속옷을 판매해 비판을 받았다.

## 같이 보기
- 수영복의 역사